# Івасакі Куніхіро
Івасакі Куніхіро (5 жовтня 1944) — японський плавець.
Бронзовий медаліст Олімпійських Ігор 1964 року, учасник 1968 року.
Переможець Азійських ігор 1966, 1970 років.